# Шлопак Тетяна Володимирівна
Тетяна Володимирівна Шлопак (18 вересня 1918, Київ — 1 травня 1985, Київ) — українська науковиця-офтальмолог, доктор медичних наук (1964), професор (1965), заслужений діяч науки УРСР (1978). Депутат Верховної Ради СРСР 6—7-го скликань (1963—1970). Учениця офтальмолога Володимира Філатова.

## Біографія
Народилась 18 вересня 1918 року в родині лікарів. До 1925 року проживала разом із родиною в містечку Гостомелі на Київщині. Закінчила Київську середню школу № 23. До червня 1941 року навчалася на лікувальному факультеті Київського та Одеського медичних інститутів, закінчила чотири курси.
Під час німецько-радянської війни перебувала в евакуації. З 1941 року — завідувач районної амбулаторії в Ростовській області, лікар районної лікарні, дільничний лікар поліклініки, завдувач районного відділу охорони здоров'я в місті Кемерово, РРФСР.
Член ВКП(б) з 1942 року.
У 1946 році закінчила Одеський медичний інститут.

Могила Тетяни Шлопак, Байкове кладовище

У 1946—1953 роках — клінічний ординатор Одеського медичного інституту, завідувач відділу Одеського науково-дослідного інституту очних хворіб імені академіка Філатова.
У 1953—1955 роках — асистент, доцент клініки очних хворіб Львівського державного медичного інституту.
У 1955—1966 роках — завідувач кафедри очних хворіб Станіславського (Івано-Франківського) державного медичного інституту та офтальмолог Івано-Франківської обласної клінічної лікарні. У 1964 році захистила докторську дисертацію «Мікроелементи в експериментальній і клінічній офтальмології».
У 1966—1983 роках — завідувач кафедри очних хворіб Київського державного медичного інституту імені академіка Богомольця.
Праці присвячені проблемам патогенезу, лікування короткозорості, глаукоми й туберкульозу очей; дослідженню питань теорії еластотонометрії, біохімії ока в нормі й патології.
Померла на 67-му році життя 1 травня 1985 року. Похована на Байковому кладовищі (ділянка № 50, 50°25′17.88″ пн. ш. 30°30′22.56″ сх. д. / 50.4216333° пн. ш. 30.5062667° сх. д.).

## Нагороди та звання
- заслужений діяч науки УРСР (1978)
- орден Трудового Червоного Прапора
- шість медалей